# Episodi di C'è sempre il sole a Philadelphia (undicesima stagione)
La undicesima stagione della serie televisiva C'è sempre il sole a Philadelphia è stata trasmessa negli Stati Uniti dal 6 gennaio 2016 su FXX.
In Italia, la stagione viene trasmessa da Sky a partire dal 5 ottobre 2016 sul canale Fox Comedy.
| nº | Titolo originale                                | Titolo italiano                            | Prima TV USA     | Prima TV Italia  |
| -- | ----------------------------------------------- | ------------------------------------------ | ---------------- | ---------------- |
| 1  | Chardee MacDennis 2: Electric Boogaloo          | Il gioco dei giochi                        | 6 gennaio 2016   | 5 ottobre 2016   |
| 2  | Frank Falls Out the Window                      | Il portale                                 | 13 gennaio 2016  | 12 ottobre 2016  |
| 3  | The Gang Hits the Slopes                        | La cricca va in montagna                   | 20 gennaio 2016  | 19 ottobre 2016  |
| 4  | Dee Made a Smut Film                            | Vernissage al Paddy's Pub                  | 27 gennaio 2016  | 26 ottobre 2016  |
| 5  | Mac & Dennis Move to the Suburbs                | Mac e Dennis si trasferiscono in periferia | 3 febbraio 2016  | 2 novembre 2016  |
| 6  | Being Frank                                     | Frank per un giorno                        | 10 febbraio 2016 | 9 novembre 2016  |
| 7  | McPoyle vs. Ponderosa: The Trial of the Century | Il processo del secolo                     | 17 febbraio 2016 | 16 novembre 2016 |
| 8  | Charlie Catches a Leprechaun                    | Charlie cattura un folletto                | 24 febbraio 2016 | 23 novembre 2016 |
| 9  | The Gang Goes to Hell                           | La cricca va all'inferno, prima parte      | 2 marzo 2016     | 30 novembre 2016 |
| 10 | The Gang Goes to Hell: Part 2                   | La cricca va all'inferno, seconda parte    | 9 marzo 2016     | 7 dicembre 2016  |